# جايسون براون
جايسون براون (بالإنجليزية: Jason Brown)‏ (و. 1983  م) هو لاعب كرة قدم أمريكية، من الولايات المتحدة، ولد في هندرسون، يلعب كمركز ‏.

## التعليم
تعلم في Northern Vance High School ‏.